# 2020年多倫多國際影展
第45屆多倫多國際影展於2020年9月10日至21日（當地時間）在加拿大多倫多舉行。

## 單元
以下電影被選定為各單元：

### 全景展映單元
- 《无依之地》，導演：趙婷
- 《女人的碎片》，導演：蒙德鲁措·科尔内利

## 外部連結
- 官方网站